# Повстання в Запорізькій Січі (1768)
Повстання в Запорізькій Січі (1768) (також відоме як повстання сіроми або бунт сіроми) — протестний виступ частини козацтва у Новій Січі після Різдва Христового 1768 року за часів кошового отамана Петра Калнишевського. Повстання було пов'язане з Коліївщиною.

## Причини виступу
Причинами виступу стали погіршення становища козаків на Січі внаслідок зменшення ролі запорозького козацтва загалом, як наслідку політики влади Російської імперії з подальшого обмеження автономних прав української людності та козаків; вплив подій Коліївщини 1768 року; посилення економічного розшарування козацтва.
Повстання час від часу відбувалися на Запоріжжі. Від 1749 року сталася низка повстань рядового незаможного козацтва,— як їх називали — «сіроми»,— проти козацької старшини. Ці повстання зростали по силі під кінець існування Січі: під час повстання 1749 року було забито й поранено кілька чоловік; 1756 року теж сталися заворушення під час виборів старшини. Наслідком були перетрактації старшини з російським урядом з метою закріпити своє становище, аж до скасування щорічних виборів.
Від часу повернення запорожців 1734 року на їхні колишні землі та заснування Нової Січі, велася невпинна боротьба між Кошем та урядом Російської імперії за право володіти землями, які запорожці вважали за свої. Старшина була змушена діяти лояльно, звертаючись у встановленому порядку до уряду і намагаючись доводити законність прав запорожців. Рядові ж козаки виганяли силою нових поселенців, руйнували побудовані слободи. Виникла ситуація постійної прикордонної війни між запорожцями та новими поселенцями.
1766 року обставини складалися так, що спеціальна урядова комісія висловилася за повернення Запоріжжю земель на правому березі Дніпра, яких воно домагалося, за переведення Єлисаветградської провінції на лівий берег, на р. Орель. Річку Самару теж повертали запорожцям. Але складений докладний проект, як саме здійснити цю передачу земель запорожцям, не був здійснений.
В останні 40 років існування Запорозької січі відбулася істотна еволюція у господарських відносинах. До першого знищення (1709) головним видом господарства було скотарство: величезні череди худоби, табуни коней випасалися в степу. Надалі характер господарства на запорозьких степах ускладнювався, ішов двобічний процес. Зі збільшенням старшинського землеволодіння на Гетьманщині і перетворенням вільних посполитих на зобов'язаних працювати на землі володільця, зросли масштаби втечі посполитих, передусім на Запоріжжя: йшли цілими селами, з родинами, з худобою й оселялися у запорозьких степах. Утікачі оселялися слободами, Кіш створював для них звичні умови — вони перетворювалися на вільних посполитих, що мали сплачувати певні військові податки. У такий спосіб на території Запоріжжя збільшувалася частина людності, що у війську не служила, а працювала у сільському господарстві. На окраїнах же запорозьких земель збільшувався козацький елемент: оселялися родини козаків, які за твердим законом Січі не могли жити у Січі й куренях, але могли жити десь по селах посполитих або в окремих хуторах.
Поряд зі зростанням військових господарств та слобід у середині XVIII ст. відбувалися зміни у матеріальному становищі козаків: зростало число значних господарств старшини, продукти сільського господарства йшли на продаж. Ці господарства вимагали праці робітників, а обслуговували їх наймити, що діставали за роботу одяг, харчі, грошову платню, складали з господарями договори. Наймити були різних категорій: звичайні сільські наймити, управителі зимовників, «господарі», що користувалися великою довірою власників і діставали велику платню. Вони могли мати власну худобу. Були й інші джерела збагачення старшини: участь у торгівлі сіллю та рибою, пайка від військових прибутків із митниць, платня за користування мостами та деякі інші. Наслідком наявності значної вільної готівки були щедрі пожертви старшини на будування церков, їх оздоблення. Скарби старшини не обмежувалися готівкою: вони мали цінні речі — золоті годинники, коштовну зброю, одяг, що відрізняв старшину від рядових козаків, дорогу кінську збрую. Дехто із старшини мав будинки на кілька кімнат, зі стінами, вкритими шпалерами, з дорогими образами, картинами, меблями, з дорогим, срібним та золотим посудом.
Н. Полонська-Василенко зазначає, «що одностайності в інтересах старшини та сіроми не можна навіть припускати. Ще у 1594 році Еріх Лясота, спостережливий посол цісаря Рудольфа до Запорізької Січі, помітив розходження інтересів між „володільцями човнів“ — заможним козацтвом — та „голотою“. Ще яскравіше встає ця розбіжність у середині XVIII ст. Хоч Калнишевський, як талановитий дипломат, мудро провадив складну політику щодо петербурзького уряду, не поступаючись у дискусіях із графами й князями, і ступінь за ступенем виборював визнання прав на землі для всього Запоріжжя, але для сіроми він був одіозною, ворожою фігурою».
Головна маса запорозьких козаків у XVI-XVII ст. жила за рахунок військової здобичі: після вдалих походів на Кримське ханство та Османську імперію, вони діставали свою частку здобичі, привозили золоті шаблі та гроші. У XVIII ст. становище змінилося: козаки не мали права на самовільні напади, а участь у походах із російськими військами не давала таких прибутків, як раніше, та й війни бували рідко. Таким чином частина козацтва опинилася на утриманні Війська, яке не могло бути дуже розкішне. Це свідчить, що на Запоріжжі на той час не могло бути ні єдності, ні братерства, не могло бути й «монолітності», на яку вказували деякі історики .
Істотною характеристикою становища було й те, що до кінця існування Січі всі козаки — від кошового до останнього козака-«нетяги» — юридично мали рівні права: мали однакове право брати участь в обранні старшини, виставляти кандидатів, вимагати демісії старшини, хоча фактично старшину обирали з невеликого кола відомих людей. Лише раз на рік козаки могли скористатися цим правом, унаслідок чого якраз у дні виборів, здебільшого на Різдво, траплялися заворушення і навіть повстання. У такий спосіб «сірома» мала можливість виявити своє незадоволення старшиною.
У квітні 1768 року до Січі почали надходити відомості про гайдамацький рух на Правобережній Україні. Групами чи поодинці запорожці почали переходити на Правобережжя і приєднуватися до повсталих. «Коліївщина», що охопила Брацлавщину та Київщину 1768 року, була тісно пов'язана із Запоріжжям. Його керівники — Максим Залізняк, Микита Швачка, Семен Неживий — вийшли з Запоріжжя. До того ж частина старшини закривала очі на те, що запорожці йшли на підтримку гайдамаків на Правий берег. Після невдач гайдамаки тікали на Запоріжжя, де відбувався постійний обопільний вплив — гайдамаків на запорожців і запорожців на гайдамаків. Козацька старшина опинилася у скрутному становищі. З одного боку на неї наступав з рішучими вимогами російський уряд: граф Румянцев, президент Малоросійської колегії, і Воєйков, губернатор Новоросійської губернії, вимагали переслідувати гайдамаків і заарештовувати їх. З другого боку — переслідування гайдамаків викликало незадоволення сіроми, аж до відкритих повстань включно.
Таке становище склалося на Запоріжжі на кінець 1768 року. Посилювався наступ уряду імперії, що захоплював запорозькі землі під поселення російських полків, під державні слободи, під маєтки поміщиків. Зростало багатство старшини, а маса козаків нічого не мала. Непокірний настрій сіроми збільшувала невдача Коліївщини; репресії проти гайдамаків призводили до втечі тих, що вціліли, до Запоріжжя, куди вони приносили свою ненависть і бажання помсти. Старшина дедалі гірше почувала себе у ворожому оточенні й шукала підтримки, яку могло дати тільки російське військове командування. На Запоріжжі вона прагнула зрівнятися з лівобережною старшиною та російським дворянством, що виявилось у Комісії 1767 року з приводу складання нових законів, де депутати Запоріжжя вимагали, щоб їх вважали за шляхтичів. Усе це сприяло загостренню внутрішніх відносин, наслідком чого й було повстання проти старшини 1768 року.

## Перебіг подій
Історики звертали увагу, головним чином, на економічну природу подій, почасти на соціальну, тим часом, як ці події мали ширший політичний інтерес.
За давнім звичаєм, у перший день Різдва Христового 1768 року, у Січі відбулася Військова Рада, яка обрала нову старшину, а саме: на кошового отамана — Петра Калнишевського, на суддю — Миколу Касапа. Кандидатури вже давно були відомі й викликали опір з боку «сіроми». У день виборів настрій на Січі був неспокійний, серед «сіроми» було багато п'яних, що під час виборів вигукували різні лайки проти кандидатів на старшину.
Стихійний виступ рядових козаків розпочався 26 грудня 1768 року, на другий після Різдва Христового.
Козаки захопили артилерію та звільнили заарештованих гайдамаків. Головно гнів козаків був спрямований проти козацької старшини. Старшині довелося рятуватися втечею. Старшинські будинки та майно були розграбовані.
27 грудня новим кошовим отаманом замість П. Калнишевського був проголошений Пилип Филипович.
За однією версією П. Калнишевський із вірними козаками та за допомоги російських військ уже 27 грудня захопив Нову Січ і заарештував ряд керівників виступу.
Пізніше було взято під контроль паланки, де заворушення продовжувалися до весни 1769.
Загалом, ситуація стабілізувалася зусиллями П. Калнишевського, та вірних йому старшини та більшості запорожців.
Уряд Російської імперії та його представник в Україні президент Другої Малоросійської колегії Петро Рум'янцев у разі поширення виступу були готові кинути на його придушення 2 піхотних і 2 кіннотних полки.
Олександр Оглоблин наводить цікаву інформацію, виявлену Н. Полонською-Василенко, про участь Григорія Кологривого, осавула Генеральної артилерії у подіях. Григорій Кологривий був надісланий П. Рум'янцевим на Запоріжжя з небезпечною та делікатною місією: на місці ознайомитися з обставинами та причинами повстання і втихомирити бунтівників.
Прибувши на місце Г. Кологривий уранці зібрав січовиків і прочитав їм промову з прикладами з української історії у дусі старої державницької історіографії, де вказав, що велике державне діло Богдана Хмельницького було зруйноване чварами його наступників. Для більшого ефекту Кологривий наказав повторювати козакам цю промову щодня.
Григорій Кологривий вдало виконав доручення і подав звіт про стан речей на Запоріжжі.